# 黄轴凤丫蕨
黄轴凤丫蕨（学名：Coniogramme robusta var. splendens）为裸子蕨科凤丫蕨属下的一个变种。

## 扩展阅读
- 維基物種上的相關：黄轴凤丫蕨